# Eclissi solare del 24 ottobre 2079
L'Eclissi solare del 24 ottobre 2079, di tipo anulare, è un evento astronomico che avrà luogo il suddetto giorno attorno alle ore 18:11 UTC.
L'eclissi avrà un'ampiezza massima di 495 chilometri e una durata di 3 minuti e 39 secondi.

## Eclissi correlate

### Eclissi solari 2076 - 2079
Questa eclissi è un membro di una serie semestrale. Un'eclissi in una serie semestrale di eclissi solari si ripete approssimativamente ogni 177 giorni e 4 ore (un semestre) in nodi alternati dell'orbita della Luna.